# Под опсадом 2: Мрачна територија
Под опсадом 2: Мрачна територија (енгл. Under Siege 2: Dark Territory) је амерички акциони трилер филм из 1995. године режисера Џефа Марфија, са Стивеном Сигалом, Кетрин Хајгл, Ериком Богосјаном, Морисом Честнатом и Еверетом Макгилом у главним улогама. Представља директан наставак филма Под опсадом из 1992. године. Наслов се односи на железнички израз који означава део пруге у ком нема сигнала, тако да је комуникација између отправника возова и инжењера немогућа. 
Премијерно је објављен у бископима САД 14. јула 1995. године. Укупна зарада од филма износила је 105 милиона $, што је далеко мања цифра у односу на ону коју је зарадио претходни филм, али опет довољна велика да покрије продукцијски буџет од 60 милиона $. Филм је добио помешане критике публике и критичара, и генерално је слабије оцењен од свог претходника. Иако дуго времена није било никаквих назнака за снимање потенцијалног наставка, Стивен Сигал је дана 3. октобра 2016. године на свом твитер налогу потврдио да је сценарио за филм Под опсадом 3 у фази израде.

## Радња
Кејси Рајбек креће на путовање возом како би своју братаницу, Сару, отпратио до очевог гроба. Али путовање им убрзо прекида група опасних плаћеника на челу са Маркусом Пеном, који преузимају команду над возом. Циљ им није уцена, него контрола над метеоролошким сателитом који у себи крије опасно тајно оружје. Наиме, творац оружја, Травис Дејн, је организовао цео препад са само једним циљем - за велику суму новцу ће блискоисточним клијентима учинити услугу века, уништавајући Вашингтон и источну обалу. Једини ко их може зауставити је Кејси Рајбек, а овог пута помоћ добија од носача пртљага, Бобија Закса.

## Улоге
| Глумац           | Улога                              |
| ---------------- | ---------------------------------- |
| Стивен Сигал     | Кејси Рајбек                       |
| Кетрин Хајгл     | Сара Рајбек                        |
| Ерик Богосијан   | Травис Дејн                        |
| Морис Честнат    | Боби Закс                          |
| Еверет Макгил    | Маркус Пен                         |
| Ник Манкусо      | Том Брејкер                        |
| Бренда Баке      | капетанка Линда Гилдер             |
| Енди Романо      | адмирал Бејтс                      |
| Питер Грин       | главни плаћеник                    |
| Патрик Килпатрик | плаћеник 1                         |
| Скот Саурес      | плаћеник 2                         |
| Афифи Алау       | Фатима, плаћеница                  |
| Дејл Дај         | капетан Ник Гарза                  |
| Куртвуд Смит     | генерал Стенли Купер               |
| Дејвид Ђанопулос | капетан Дејвид Трилинг             |
| Сандра Тејлор    | Кела, конобарица у возу            |
| Џонатан Бенкс    | Скоти, плаћеник који управља возом |
| Ројс Д. Еплгејт  | кувар у Рајбековом ресторану       |
| Дејл Пејн        | кондуктор воза                     |